# Ernst Preczang
Ernst Preczang (* 16. Januar 1870 in Winsen an der Luhe, Preußen; † 22. Juli 1949 in Sarnen, Schweiz) war ein Autor der Arbeiterbewegung.

## Leben
Der Sohn eines Gendarmen machte eine Lehre als Schriftsetzer in einer Buchdruckerei in Buxtehude. Als Wandergeselle auf der Walz begann er zu dichten. Seit 1900 konnte sich Preczang dank einer Erbschaft hauptberuflich als Schriftsteller betätigen. Er verfasste zunächst Dramen, Gebrauchslyrik und kleinere Erzählungen und versuchte sich auch an der Balladenform. 1904 bis 1919 war er Redakteur der sozialdemokratischen Zeitschrift „In freien Stunden“, einer Art linkem Gegenstück zu Unterhaltungsblättern nach Art der Gartenlaube. 1920 bis 1921 war er Redakteur der Zeitungsbeilage Volk und Zeit.

1923 beantwortete Ernst Preczang die Umfrage „Was hat Sie zum Sozialisten gemacht?“ des Neue-Welt-Kalenders mit einem Gedicht:
Wüste war mir die Welt und frierende Öde,

Leib und Seele von herrischen Fäusten umpreßt;

Nahrung des Geistes ein schmählicher Bettelrest,

Und die Herzen ungütig, voll Hochmut und spröde,

Riefen mitduldende Brüder mich: Jede und jede

Kraft, die der Arme in sich verderben läßt.

Sei gerettet! Wir zünden uns selber ein Fest:

In der Grauheit der Tage die leuchtende Fehde.

Urgeborenes Recht soll sich Leben erstreiten,

Menschtum soll wachsen aus Blindheit und blutigem Grauen,

Und uns die Erde zu fröhlicher Heimat bereiten …

Neues Dasein begann sich in mir zu erbauen

Und meine Augen so wunderfreudig zu weiten,

Daß sie im Heute das blühende Morgen schon schauen.
Preczang war einer der Mitbegründer der Büchergilde Gutenberg, deren Cheflektor er von 1924 bis 1927 war. Er setzte sich massiv für die Aufnahme sozialkritischer Literatur ins Programm ein; und ihm verdankte die Büchergilde die Verbindung zu B. Traven, der zu ihrem wichtigsten Autor wurde. Im Verlag der Büchergilde erschienen auch Preczangs Romane. Der engagierte Sozialdemokrat verließ Deutschland nach Hitlers Machtergreifung im Jahr 1933 und lebte bis zu seinem Tod in der Schweiz.

### Sonstiges
Sein Nachlass befindet sich im Fritz-Hüser-Institut für Literatur und Kultur der Arbeitswelt in Dortmund.

## Werke
- Das Zuchthaus-Lied. Preczang (Eigendruck), [Berlin-]Charlottenburg (ca. 1899), 2 Blatt, illustriert.
- Lieder eines Arbeitslosen. 2. Auflage. O. Koselowski, Berlin 1903, 31 S.
- Im Strom der Zeit. Gedichte. Verlag J. H. W. Dietz Nachf., Stuttgart 1908, 164 S.
  - Im Strom der Zeit. Gedichte. 4., wesentlich vermehrte Auflage. Verlag J. H. W. Dietz Nachf., Stuttgart 1921, 212 S.
  - Im Strom der Zeit. Gedichte. Mit sechs Holzschnitten von Frans Masereel. 5., veränd. Auflage. Buchmeister-Verlag, Berlin 1929, 224 S.
- Die Glücksbude. Erzählung. 1. Auflage. Haupt & Hammon, Leipzig 1909, 168 S.
  - Die Glücksbude. Erzählung. 2. Auflage. Haupt & Hammon, Leipzig (1919), 168 S.
  - Die Glückbude. Erzählung. 3. Auflage. Verlag Vorwärts, Berlin 1920, 111 S.
  - Die Glückbude. Erzählung. 4. Auflage. Buchmeister Verlag, Berlin & Leipzig 1925.
  - Die Glückbude. Erzählung. 5. Auflage. Büchergilde Gutenberg, Berlin 1930, 158 S.
- 66 Prologe für Arbeiterfeste. 1. Auflage. Buchhandlung Vorwärts Hans Weber, Berlin 1911, 163 S.
- Der Ausweg. Erzählung (= Vorwärts-Bibliothek. Band 2). Verlag Vorwärts Paul Singer, Berlin 1912, 170 S.
- In den Tod getrieben. Zwei Erzählungen (= Vorwärts-Bibliothek. Band 6). Vorwärts, Berlin 1913, 151 S.
- Nuckel, das Kapital und anderes (= Vorwärts-Bibliothek.) 1.–5. Tsd., Vorwärts, Berlin 1918, 143 S.
- Der leuchtende Baum und andere Novellen. Buchmeister-Verlag, Berlin & Leipzig 1925, 214 S.
  - Der leuchtende Baum und andere Novellen. Büchergilde Gutenberg, Berlin 1930.
- Im Satansbruch. Märchen. Mit neun Original-Holzschnitte von Otto Rudolf Schatz. Schrift von Curt Reibetanz. Gedruckt von der Buchdruckwerkstätte GmbH Leipzig. 1. Auflage. Büchergilde Gutenberg, Leipzig 1925, 30 S.
- Röte dich, junger Tag. Gedichte (= Reihe der deutschen Arbeiterdichter). 1.–4. Tsd., Arbeiterjugend-Verlag, Berlin 1927, 46 S. (Aus: Im Strom der Zeit. 4. Auflage).
- Zum Lande der Gerechten. Der Roman einer Kindheit. Büchergilde Gutenberg, Berlin 1928.
  - Zum Lande der Gerechten. Der Roman einer Kindheit. Gebrüder Weiss Verlag, Berlin 1947, 215 S.
  - Zum Lande der Gerechten. Der Roman einer Kindheit. Mit Illustrationen von Werner Schinko. Nachwort von Gerhard Lazarus. Kinderbuchverlag, Berlin(Ost) 1961, 267 S. (DDR-Lizenz, mit Genehmigung von Stettler, Luzern).
- Ursula. Geschichte eines kleinen Mädchens. Büchergilde Gutenberg, Berlin 1931, 236 S.
- Ursel macht Hochzeit. Roman (= Exilliteratur). Büchergilde Gutenberg, Zürich/Wien/Prag 1934, 226 S.
  - Ursel macht Hochzeit. Roman. Büchergilde Gutenberg, Frankfurt a. M. 1950, 311 S.
- Steuermann Padde. Roman (= Exilliteratur). Büchergilde Gutenberg, Zürich 1940, 239 S.
- Severin der Wanderer. Roman. Wiener Volksbuchverlag, 1949.
  - Severin der Wanderer. Ein Märchen – Roman von Wassern, Wolken, Wind und Wald, von Wundern, Wund und Weh. Mit zahlreichen Illustrationen von Max Frey. Büchergilde Gutenberg, Wien (1949), 447 S.
- Der Träumer und andere Novellen von Ernst Preczang (= Reclams Universal-Bibliothek. Band 8192/93). Hrsg. von Hans Marquardt. 1.–10. Tsd. Verlag Philipp Reclam, Leipzig 1957, 160 S.

### Bühnenwerke
- Sein Jubiläum. Ein Bild aus dem Handwerker – Leben in einem Aufzuge (= Sozialistische Theaterstücke (1894–1915). Heft 4). Verlag Vorwärts, Berlin 1896, 30 S.
- Töchter der Arbeit. In einem Aufzuge (= Sozialistische Theaterstücke (1894–1915). Heft 5). Verlag Vorwärts, Berlin 1898, 32 S.
- Die Wiederkehr Gutenbergs. Ein Bühnenfestspiel in einem Aufzuge. Zum 500. Geburtstage des Erfinders der Buchdruckerkunst. Verlag Schwartz, Berlin 1899, 24 S.
- Der verlorene Sohn. In einem Aufzuge (= Sozialistische Theaterstücke (1894–1915). Heft 6). Verlag Vorwärts, Berlin 1900, 32 S.
- Im Hinterhause. Drama in vier Akten. Verlag Marchlewski, München 1903, 128 S.
- Der Teufel in der Wahlurne. In einem Aufzuge (= Sozialistische Theaterstücke (1894–1915). Heft 10). Verlag Vorwärts, Berlin 1909, 32 S.
- Die Polizei als Ehestifterin. Schwank in einem Aufzuge (= Sozialistische Theaterstücke (1894–1915). Heft 8). Verlag Vorwärts, Berlin 1909, 32 S.
- Gabriello der Fischer. Burleske in vier Aufzügen. Arion Verlag, Berlin 1910, 55 S.
- Wachtmeister Pieper. Drama in drei Akten. Verlag Proletarische Tribüne, Leipzig 1927.

### Veröffentlichungen in Zeitungen und Zeitschriften
- Krise (Gedicht). In: Arbeiterinnen-Zeitung. Sozialdemokratisches Organ für Frauen und Mädchen, Heft 21/1901, S. 162 (online bei ANNO).
- Die Glücksbude (Teil 1). In: Arbeiterwille. Organ des arbeitenden Volkes für Steiermark und Kärnten, 7. Mai 1909, S. 8 (online bei ANNO).
  - Die Glücksbude (Teil 2). In: Arbeiterwille, 8. Mai 1909, S. 5 (online bei ANNO).
  - Die Glücksbude (Teil 3). In: Arbeiterwille, 9. Mai 1909, S. 11 (online bei ANNO).
  - Die Glücksbude (Teil 4). In: Arbeiterwille, 11. Mai 1909, S. 4 (online bei ANNO).
  - Die Glücksbude (Teil 5). In: Arbeiterwille, 12. Mai 1909, S. 7 (online bei ANNO).
  - Die Glücksbude (Teil 6 / Schluss). In: Arbeiterwille, 13. Mai 1909, S. 7 f. (online bei ANNO).
- Die Joppe. In: Arbeiter-Zeitung, 2. März 1910, S. 7 f. (online bei ANNO).
- Neujahr! (Gedicht). In: Arbeiterwille. Organ des arbeitenden Volkes für Steiermark und Kärnten, 1. Jänner 1911, S. 9 (online bei ANNO).
- Der Ausweg. In: Salzburger Wacht. 19. Juli bis 29. August 1912 (online bei ANNO).
- Das Geschenk. In: Arbeiterwille. Organ des arbeitenden Volkes für Steiermark und Kärnten, 10. Mai 1914, S. 1 f. (online bei ANNO).
- „Gefallen: ein Mann“ (Gedicht). In: Arbeiter-Zeitung, 24. September 1914, S. 5 (online bei ANNO).
- Der Scheinwerfer (Gedicht als Einleitung für einen Artikel von Richard Woldt). In: Arbeiter-Zeitung, 1. November 1914, S. 9 (online bei ANNO).
- Die Puppe. In: Gleichheit. Sozialdemokratisches Organ, 1. Jänner 1915, S. 1 f. (online bei ANNO).
- Mädchenlied (Gedicht). In: Mährisches Tagblatt, 16. Jänner 1915, S. 2 (online bei ANNO).
- Krankenbesuch (Gedicht). In: Arbeiterwille. Organ des arbeitenden Volkes für Steiermark und Kärnten, 9. März 1915, S. 5 (online bei ANNO).
- Fühling? (Gedicht). In: Arbeiter-Zeitung, 3. April 1915, S. 4 (online bei ANNO).
- Der schwarze Rand. In: Arbeiterwille. Organ des arbeitenden Volkes für Steiermark und Kärnten, 31. Oktober 1915, S. 5 f. (online bei ANNO).
- Röte Dich, junger Tag… (Gedicht). In: Salzburger Wacht. Organ für das gesamte werktätige Volk im Kronlande Salzburg, 31. Mai 1916, S. 5 (online bei ANNO).
- Die Kanone. Ein Märchen. In: Salzburger Wacht. Organ für das gesamte werktätige Volk im Kronlande Salzburg, 31. Dezember 1916, S. 4 (online bei ANNO).
- Weihnachtslied (Gedicht). In: Salzburger Wacht. Organ für das gesamte werktätige Volk im Lande Salzburg, 24. Dezember 1920, S. 1 (online bei ANNO).
- Nerven. In: Arbeiterwille. Organ des arbeitenden Volkes für Steiermark und Kärnten, 6. Jänner 1921, S. 5 f. (online bei ANNO).
- Das alte und das neue Jahr. In: Salzburger Wacht. Organ für das gesamte werktätige Volk im Lande Salzburg, 31. Dezember 1921, S. 11 (online bei ANNO).
- Golgatha (Gedicht). In: Salzburger Wacht. Organ für das gesamte werktätige Volk im Lande Salzburg, 15. April 1922, S. 9 (online bei ANNO).

### Private Drucke
Bisher sind zwei Ausgaben bekannt, welche Ernst Preczang im „Eigenverlag“ veröffentlicht hatte:
- Das Zuchthaus-Lied. Preczang (Eigendruck), [Berlin-]Charlottenburg (ca. 1899), 2 Blatt, illustriert.
- Ladislaus (Lászlo) Karczag: Beiträge zur Kenntnis der Methylweinsäuren. Preczang (Eigendruck), [Berlin-]Charlottenburg 1908. 32 S. (Dissertation, Uni Berlin, 1908).

### Als Herausgeber
- In Freien Stunden. Eine Wochenschrift. Romane und Erzählungen für das arbeitende Volk. Buchhandlung Vorwärts, Berlin (1904–1919) (Verantwortlicher Redakteur und Autor: Ernst Preczang. Illustrator: Jos. Damberger).
- Ludwig Anzengruber: Das Süskind und andere Erzählungen. Ausgewählt von Ernst Preczang. Vorwärts, Berlin 1920, 171 S.
- Das Vortragsbuch. Ernste und heitere Gedichte für Arbeiterfeste. Mit einer Einleitung des Vortrags. Ausgewählt und eingeleitet von Ernst Preczang. Vorwärts, Berlin 1920, 144 S.
- Freie Gedanken. Sprüche der Freiheit, Weisheit und Gerechtigkeit von Dichtern und Denkern aller Zungen. Mit Illustrationen. Gesammelt, zusammengestellt und herausgegeben von Ernst Preczang. 1. Auflage. Verlag des Bildungsverbandes der Deutschen Buchdrucker. Leipzig 1923, 255 S.
- Mark Twain: Mit heiteren Augen. Geschichten. Deutsch von Margarete Jacobi. Ausgewählt und eingeleitet von Ernst Preczang. Verlag Büchergilde Gutenberg, Leipzig, 1924, 191 S.